# 麦盖提镇
麦盖提镇，是中华人民共和国新疆维吾尔自治区喀什地区麦盖提县下辖的一个乡镇级行政单位。

## 行政区划
麦盖提镇下辖以下地区：
乌尔达库勒社区、古再尔社区、帕合塔巴扎社区、巴扎结米社区、博勒喀吾斯塘博依社区、英巴扎社区、英买里社区、新城社区和工业园区社区。